# 肥後守

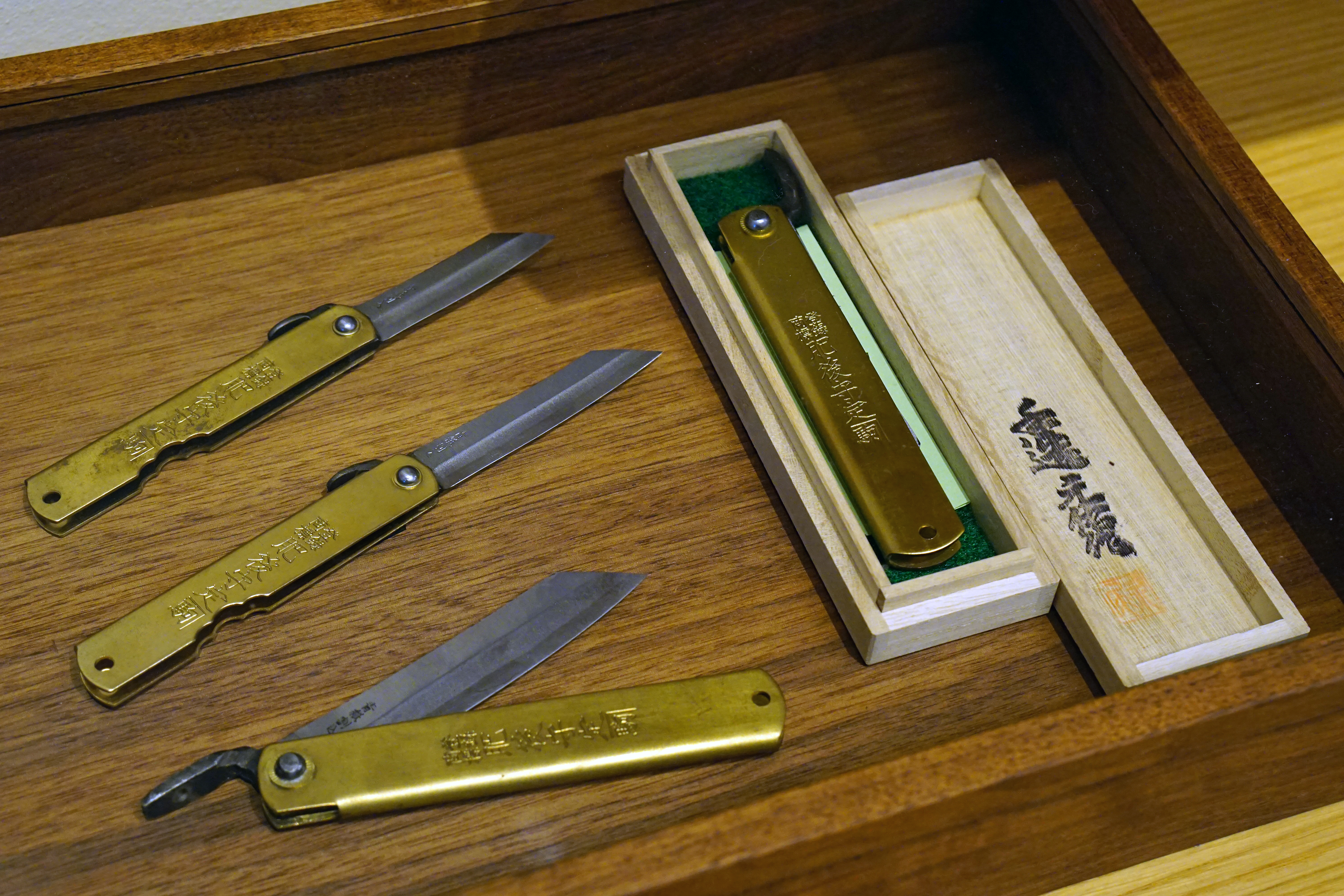
肥後守（竹中大工道具館蔵）

肥後守（ひごのかみ）は、日本で太平洋戦争前から使われている簡易折りたたみ式刃物（ナイフ）。
登録商標であり特定の製品の名称であるが、同形状のナイフの総称として呼称されることが多い（後述）。
明治中期に兵庫県の実業家の重松太三郎が鹿児島から持ち帰ったナイフを元に考案したとされ、「肥後守」の名は取引先の多くが九州南部（主に熊本）だったことから命名された。

## 概要
金属板をプレス加工した簡易なグリップに鋼材の片刃の刃部（ブレード）のものが一般的である。ロック機構はなく、使用時には「チキリ」と呼ばれる峰部分からカシメ後方に伸びた突起部分を親指で押さえることでブレードを固定する。ブレードはSK材をプレス加工で打ち抜いたあと「チキリ」のみを改めて加工したもの（全鋼）が大半であるが、中には青紙・黄紙などを割り込んだ鋼材（利器材）を用いた高級品も存在する（後述）。
この形状のナイフの製造が始まったのは1890年代と考えられている。単純な構造のため安価に製造でき、ほとんど壊れる箇所が無い（部品が少ない）ため、長く使用できる。鉛筆を削ったり、竹とんぼなど玩具を作る道具として子どもにも行き渡り、1950年ごろに最盛期を迎えるが、やがてボンナイフや鉛筆削り器やカッターナイフの普及に加えて、浅沼稲次郎暗殺事件をきっかけに全国に拡がったとされる「刃物を持たない運動」などに押されて徐々に姿を消した。一方、まれな例ではあるが、刃物の扱い方の学習のため、敢えて全校生徒に肥後守を持たせて鉛筆を削る際などに使用することを奨励している小学校も存在する。また、近年は団塊世代を中心に静かなブームとなっており、熱心な愛好者やコレクターも存在する。
肥後守全盛期の昭和30年代、兵庫県三木市には肥後守を製造する鍛冶屋が多数存在し、三木市立金物資料館には同市でかつて製造された肥後守が多く展示され、往時のブームを伝えている。また、他の地域でも同様の意匠をもつフォールディングナイフが製造され、類似の商品名で流通したが、商品名としての肥後守が大変有名であったため、実態はこの形状のナイフの一般名詞として肥後守が使用されている状況である。

## 登録商標
2021年現在、肥後守（ひごのかみ）は兵庫県三木市にある永尾かね駒製作所の登録商標であり、同社およびOEMで生産しているフォールディングナイフの商品名となっている。なお同社およびOEM生産以外でもこの種のフォールディングナイフとしての性能を満たしていないということはない。良い作りのものも数多く存在しており、愛好家の収集の対象となっている。
元々は三木市の三木洋刃製造業者組合の組合員だけが使用することの出来る名称であったが、組合員である製造業者が減り、現在では永尾かね駒製作所のみとなっている。

## 品種と価格
青紙（あおがみ）・黄紙・白紙とは炭素とクロムとタングステンを含有した特殊鋼で含有量の違いで品質が区別されている専門用語。
2011年現在、販売店により差はあるが、ブレードが全鋼で鞘がクロムめっきのものは数百円ほどから、ブレードが青紙割り込みで鞘が真鍮のものは1,000 - 2,000円程度で販売されている。高級品の中には白紙・青紙・黄紙などを割り込みにしたものもあり、桐箱に入れられて数千円から1万円以上の価格で販売されているものもある。

## ギャラリー

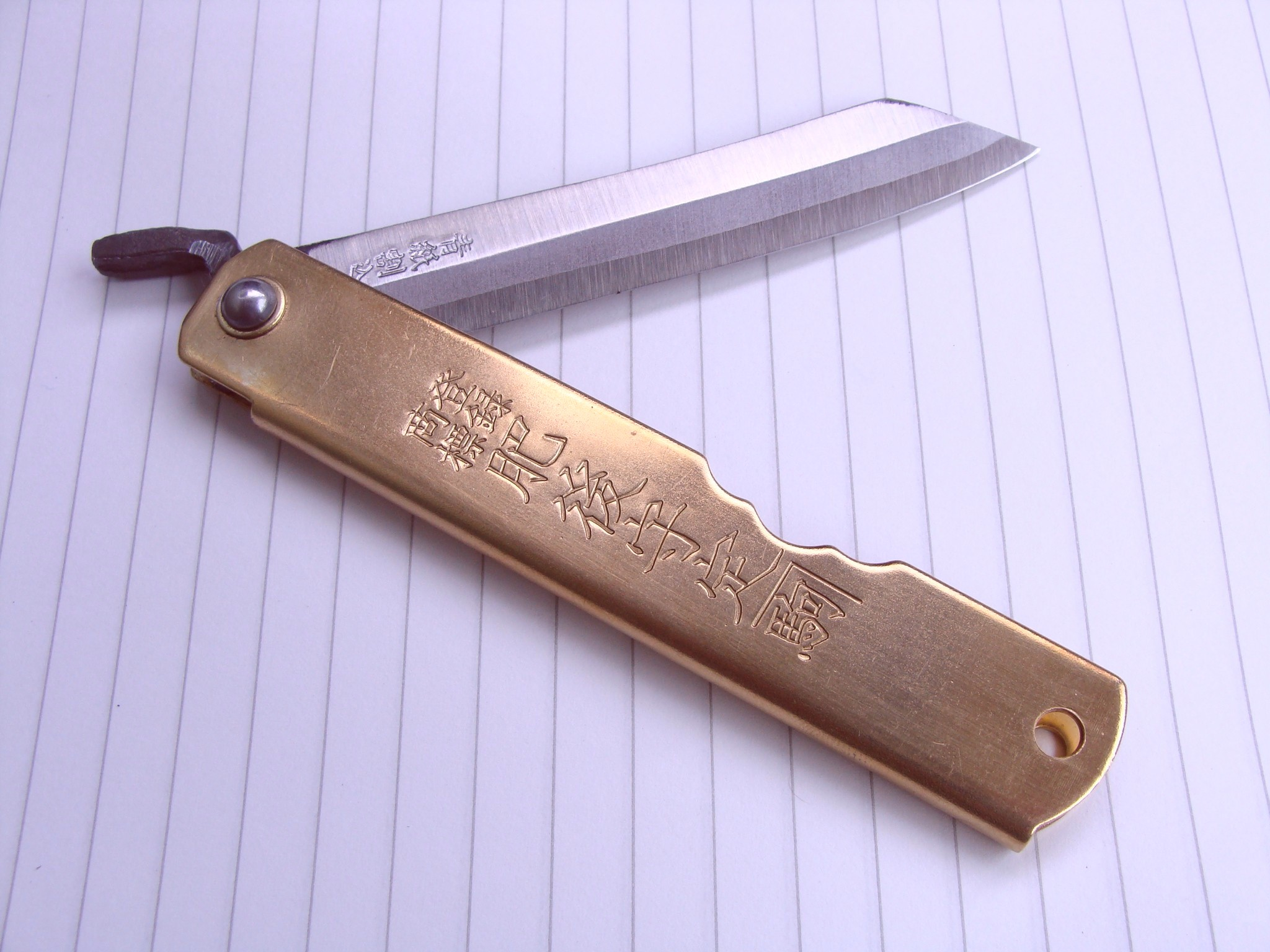
永尾かね駒製作所の肥後守 青紙割込（大）真鍮製ハンドル
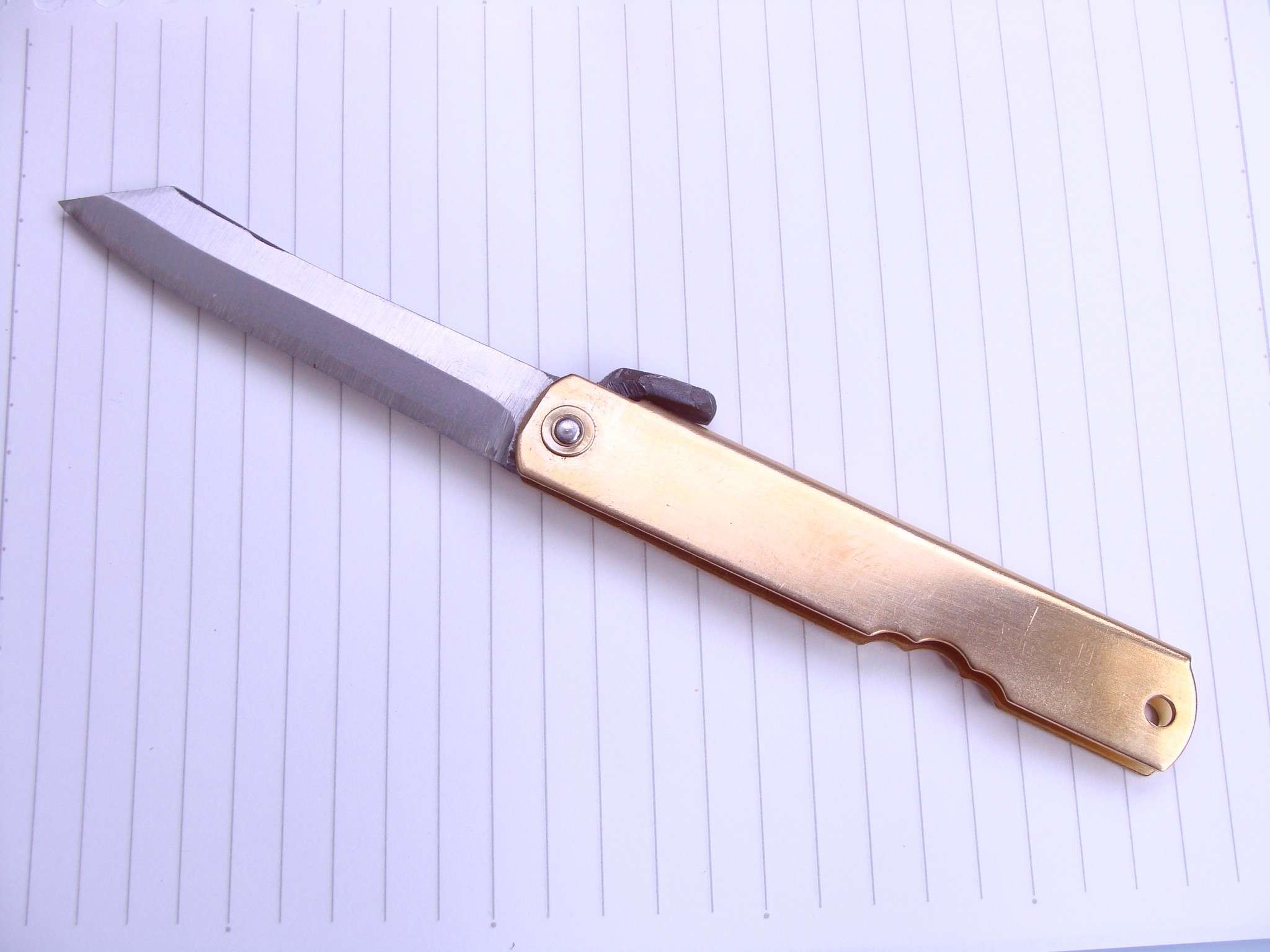
伸ばしたところ
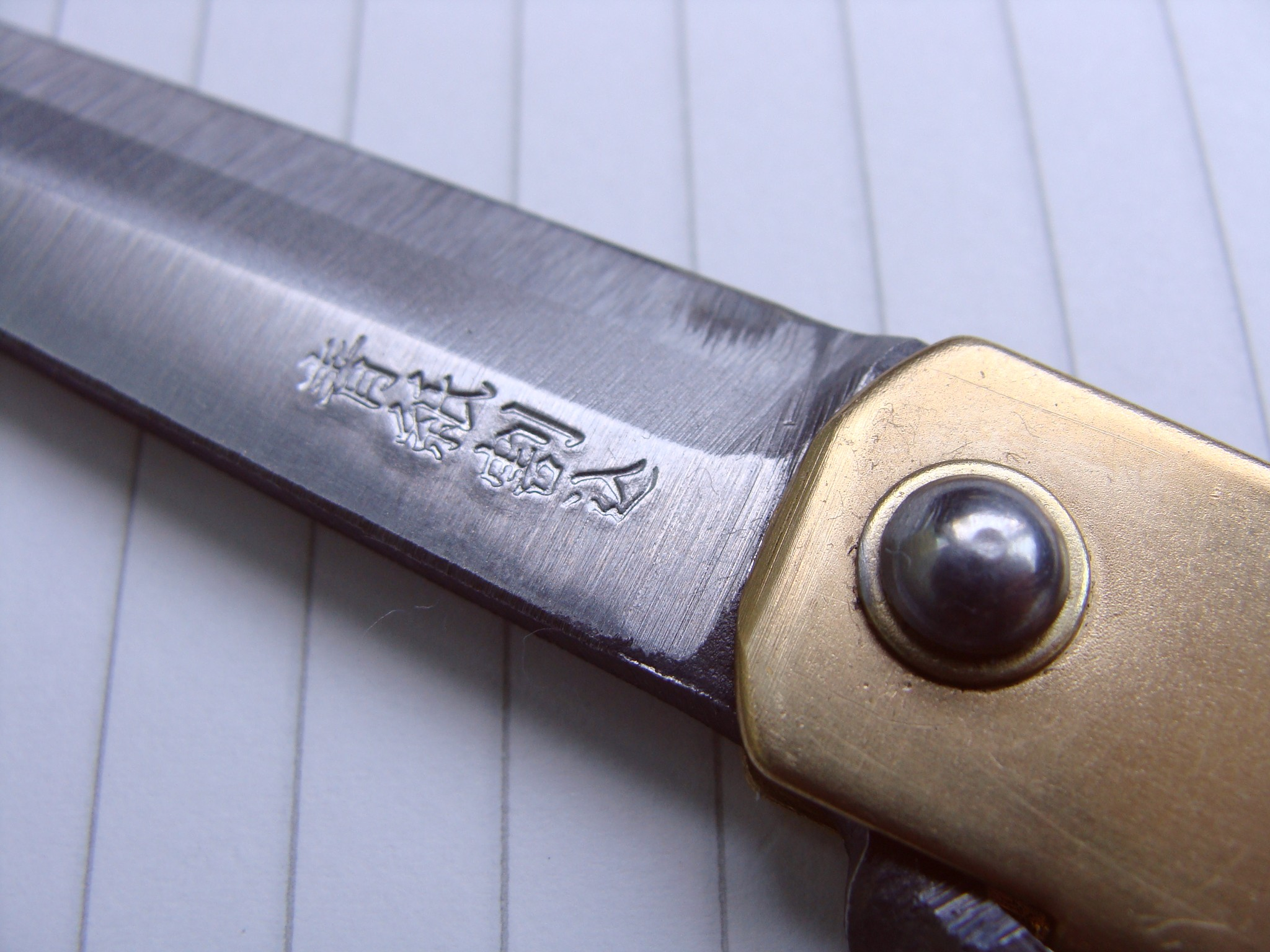
青紙割込の刻印。 青紙（あおがみ）はクロムとタングステンを含有した特殊鋼。

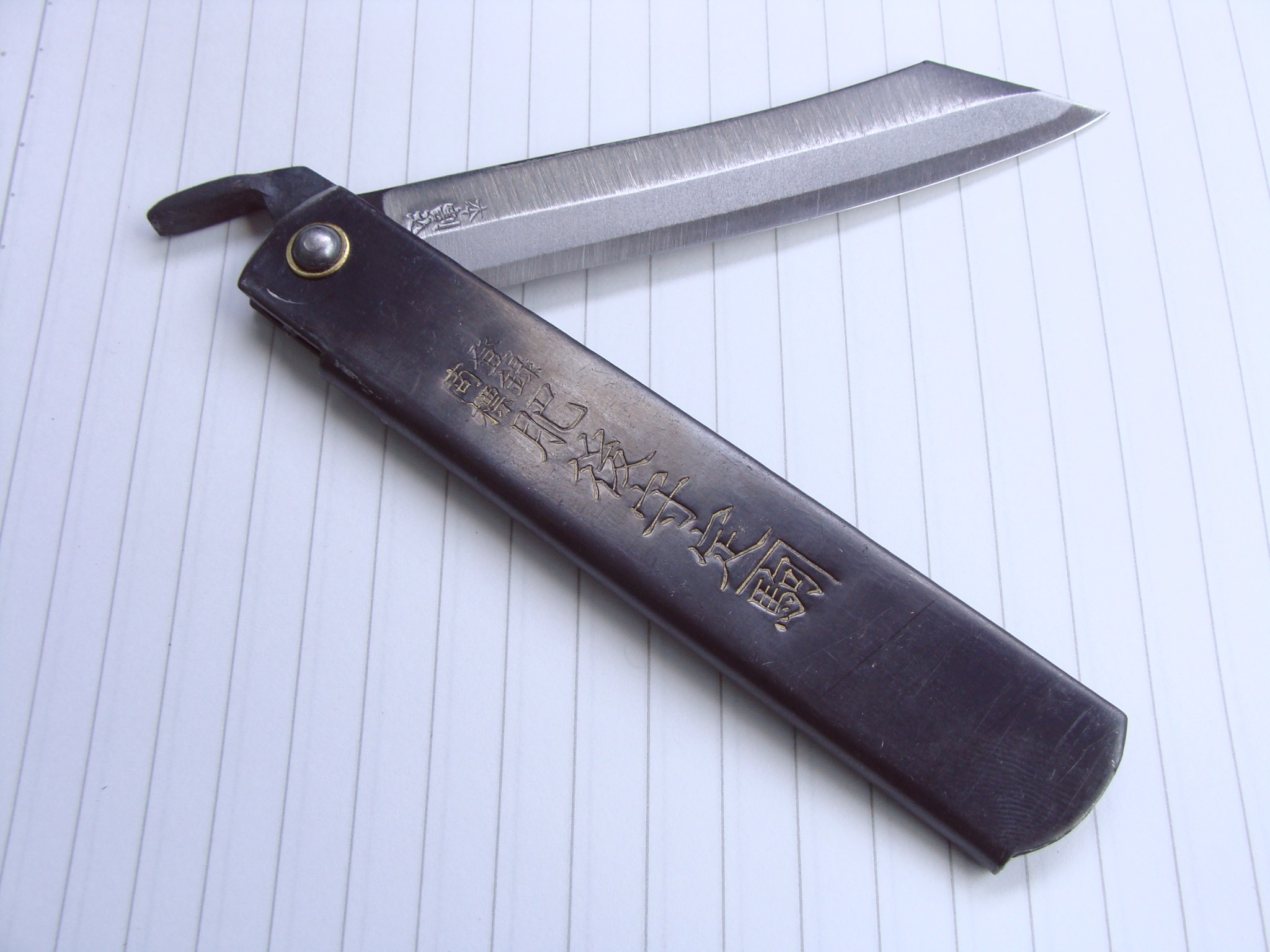
永尾かね駒製作所の肥後守 黒鞘本割込（大々）
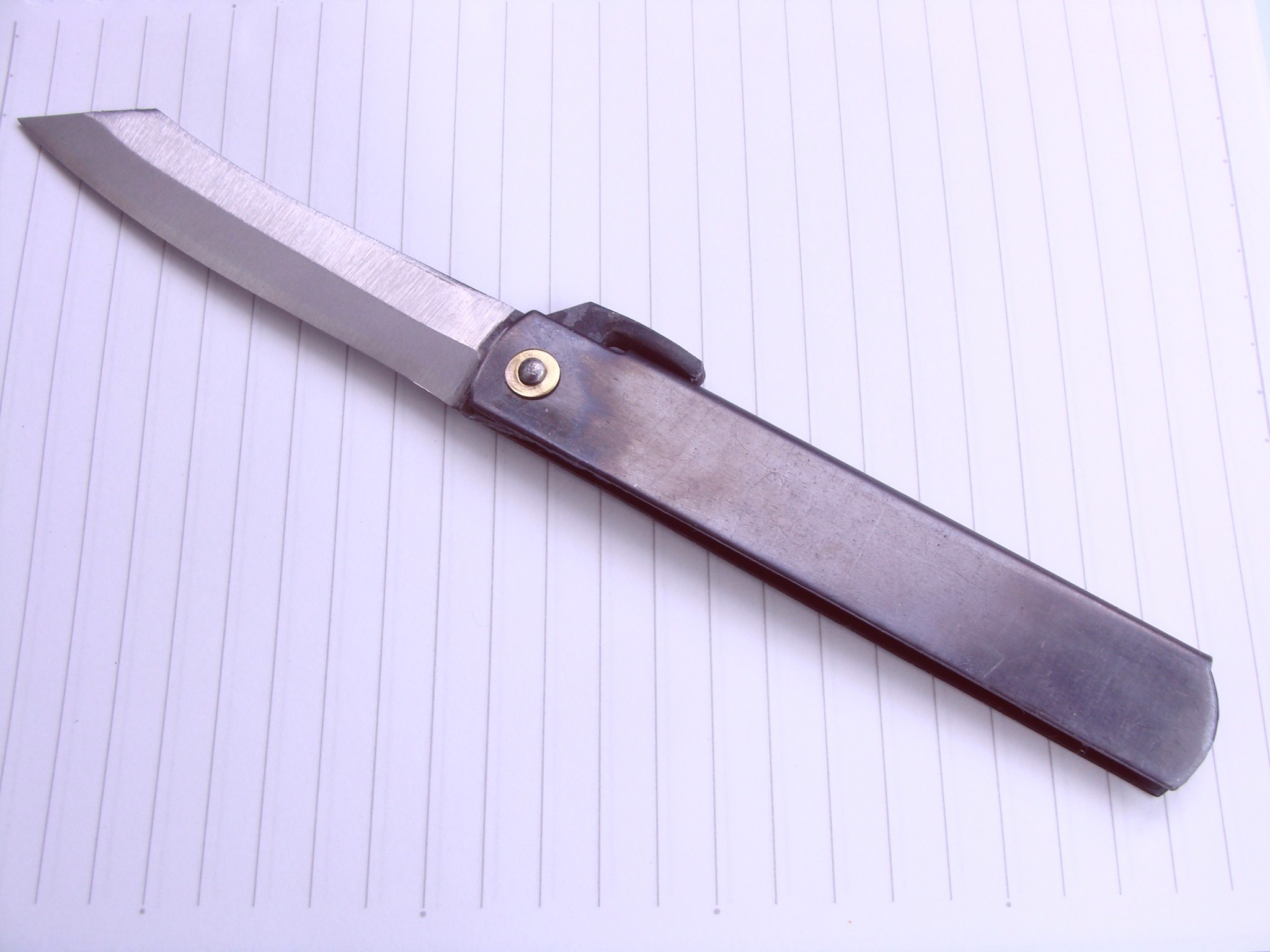
伸ばしたところ
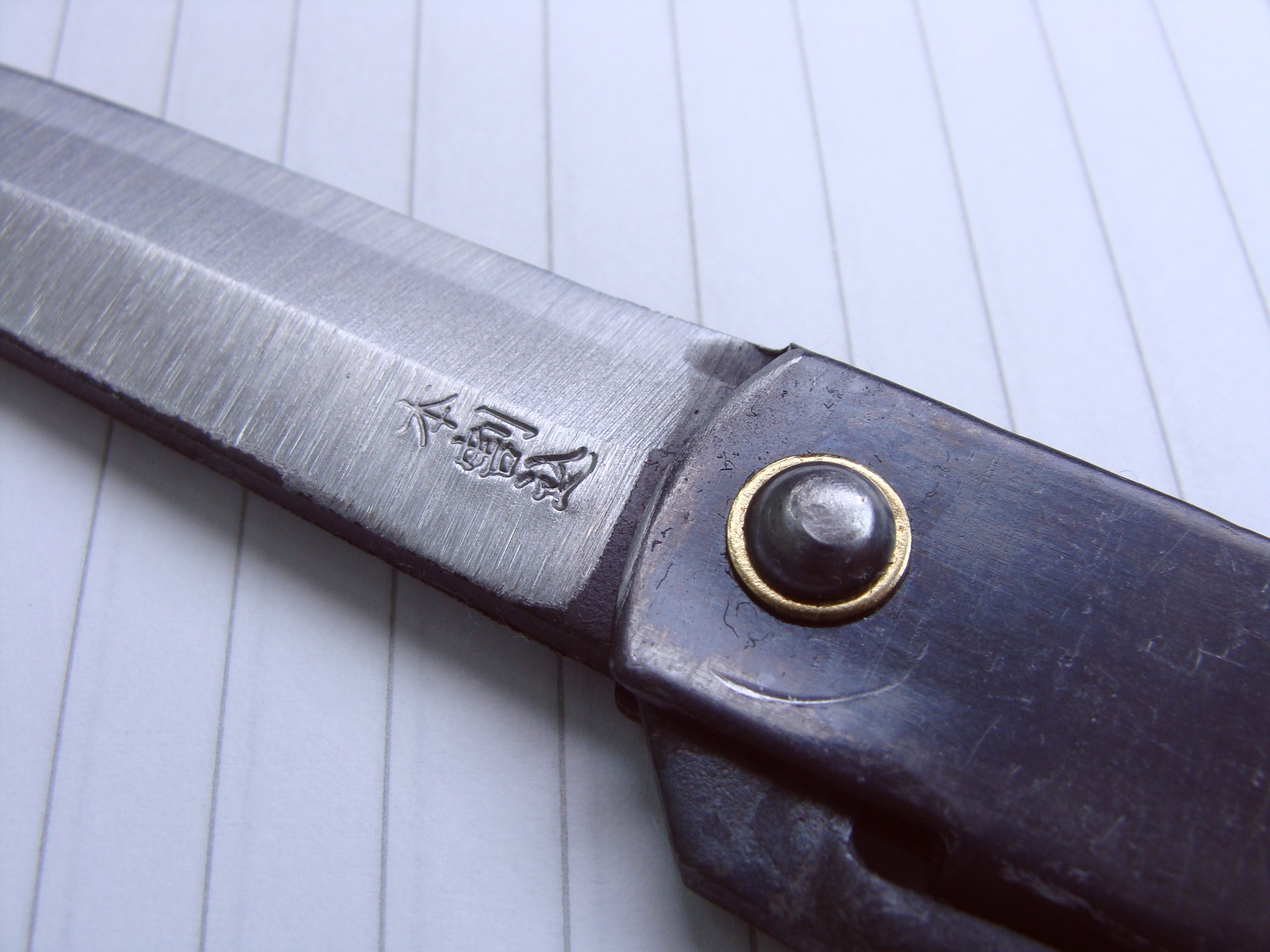
本割込の刻印。 高炭素鋼であるSK材を挟み込んでいる。